# Otates
Otates är en ort i Mexiko.   Den ligger i kommunen Rosario och delstaten Sinaloa, i den centrala delen av landet, 800 km nordväst om huvudstaden Mexico City. Otates ligger 34 meter över havet och antalet invånare är 176.
Terrängen runt Otates är platt åt sydväst, men åt nordost är den kuperad. Runt Otates är det glesbefolkat, med 15 invånare per kvadratkilometer. Närmaste större samhälle är Agua Verde, 15,7 km söder om Otates. Omgivningarna runt Otates är en mosaik av jordbruksmark och naturlig växtlighet.